# Isle-Aumont
 Isle-Aumont  es una población y comuna francesa, en la región de Champaña-Ardenas, departamento de Aube, en el distrito de Troyes y cantón de Bouilly.

## Referencias

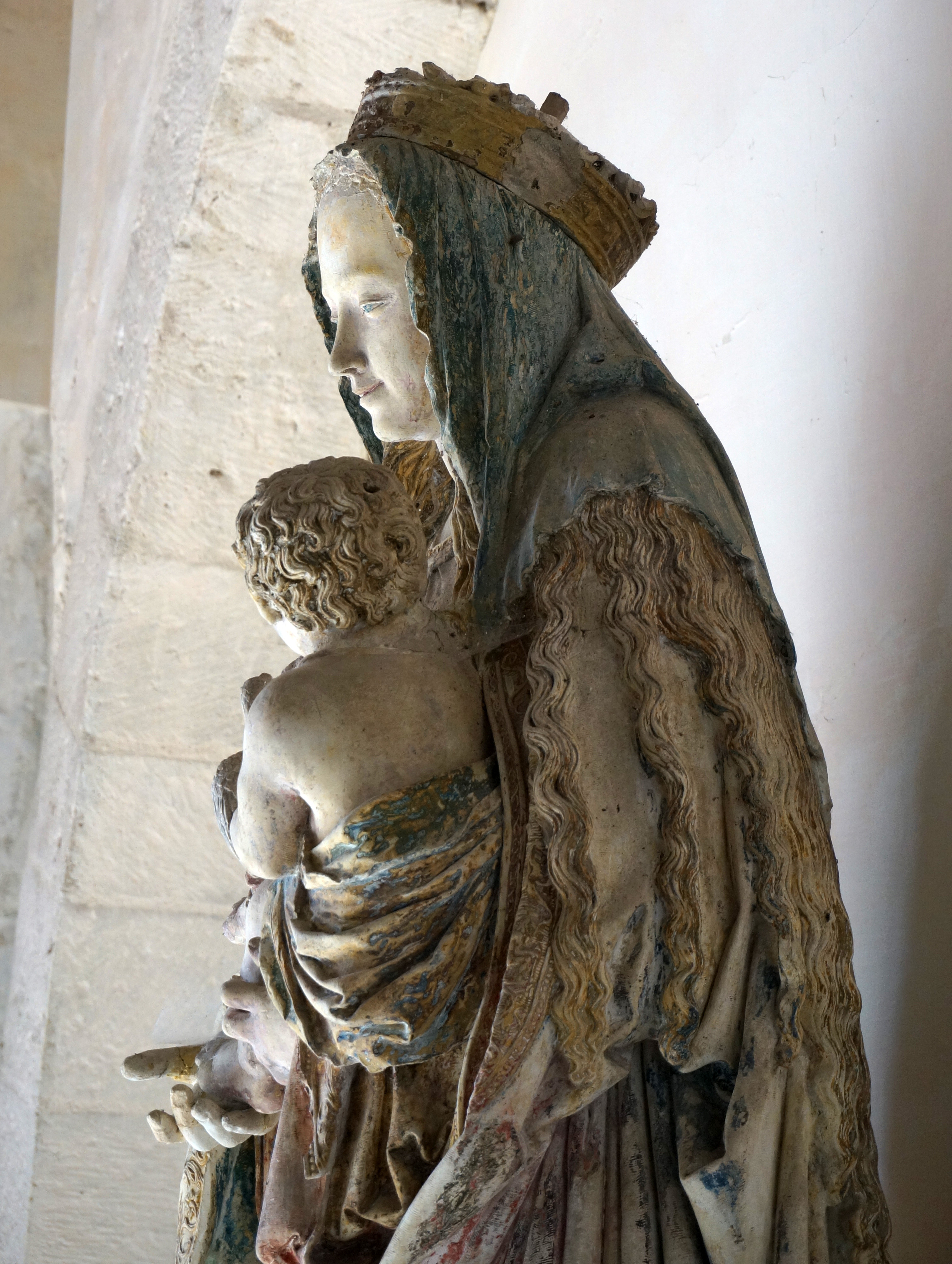
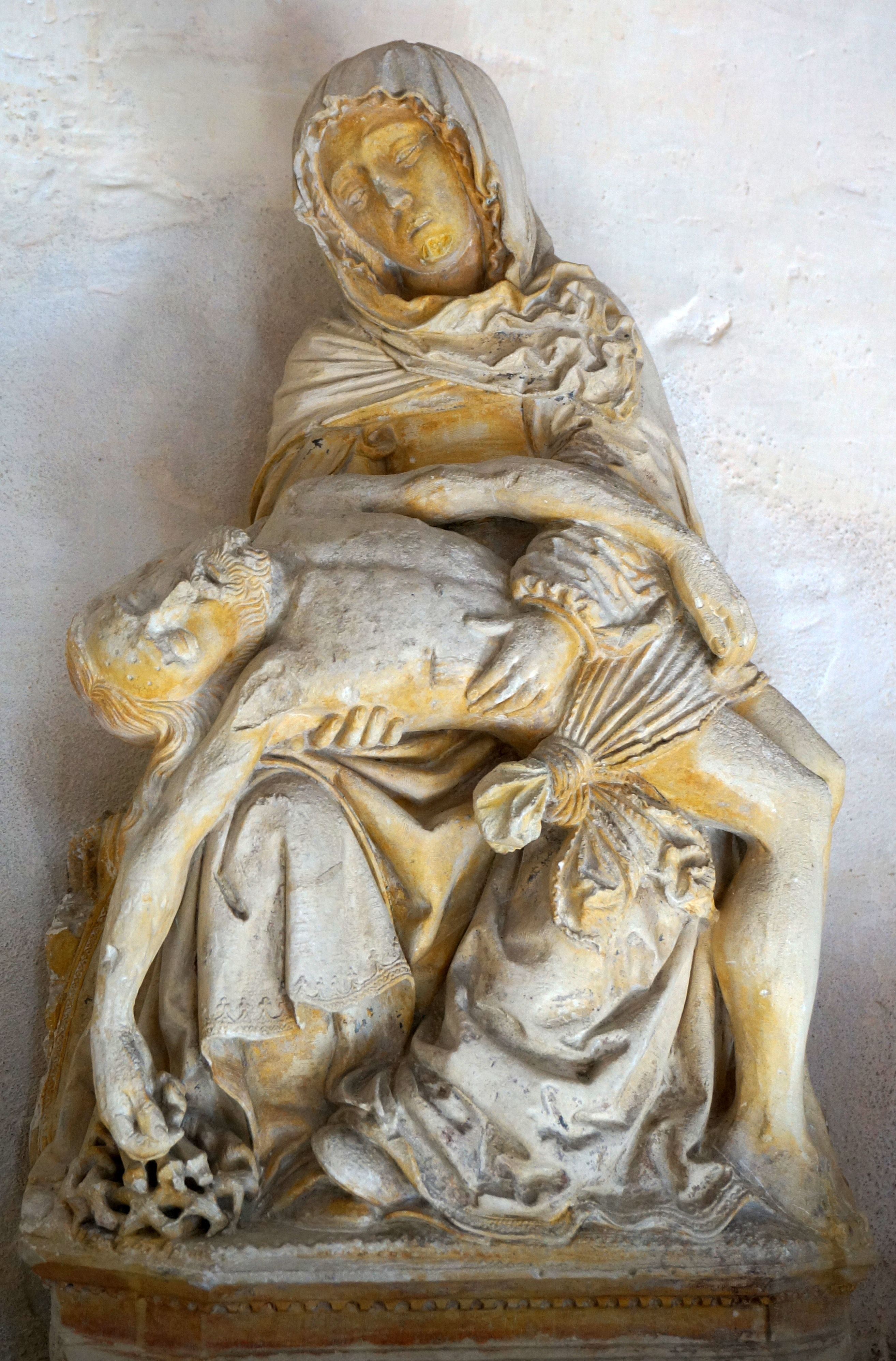
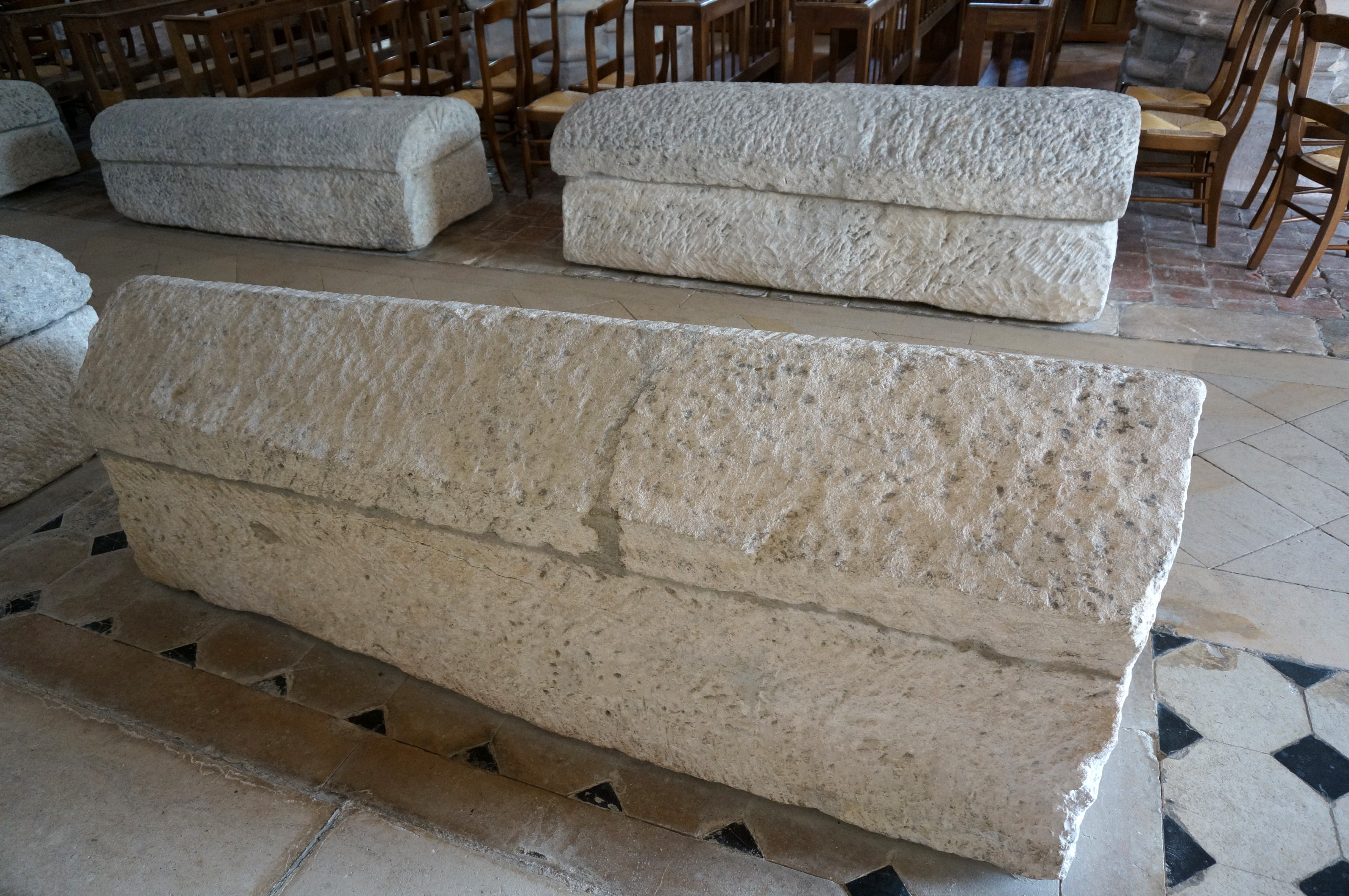
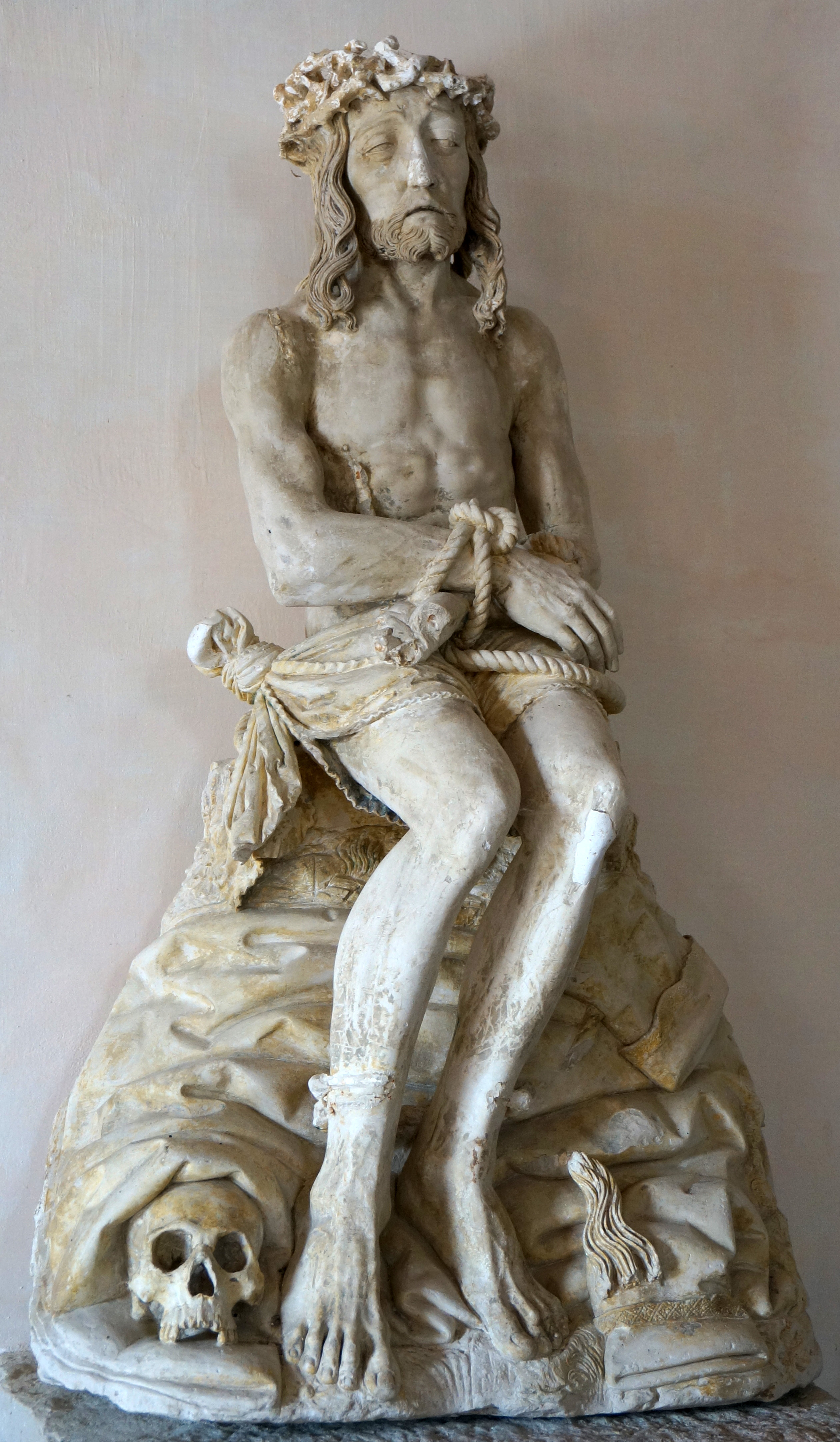

## Demografía
| 133 | 165 | 351 | 367 | 558 | 543 |
| Para los censos de 1962 a 1999 la población legal corresponde a la población sin duplicidades (Fuente: INSEE [Consultar]) |     |     |     |     |     |